# سوسن کروگ
سوسن کروگ (انگلیسی: Sossen Krohg; ۱۸ دسامبر ۱۹۲۳ – ۱۲ فوریهٔ ۲۰۱۶) نمایشنامه‌نویس، هنرپیشه اهل نروژ بود.